# Feast of Wire
Feast of Wire è il quarto album di studio dei Calexico pubblicato nel febbraio del 2003.

## Tracce
1. Sunken Waltz – 2:27
2. Quattro (World Drifts In) – 4:36
3. Stucco – 0:20
4. Black Heart – 4:48
5. Pepita – 2:36
6. Not Even Stevie Nicks – 2:42
7. Close Behind – 2:51
8. Woven Birds – 3:46
9. The Book And The Canal – 1:45
10. Attack El Robot! Attack! – 3:17
11. Across The Wire – 3:25
12. Dub Latina – 2:19
13. Guero Canelo – 2:57
14. Whipping The Horse's Eyes – 1:24
15. Crumble – 3:54
16. No Doze – 4:21